# دولة الكونغو الحرة
كانت دولة الكونغو الحرة منطقة كبيرة في وسط أفريقيا التي سيطر عليها ليوبولد الثاني، ملك بلجيكا (Leopold II) دون سواه. وُضعت أصولها نتيجة للجذب العلمي لليوبولد والدعم الإنساني للمنظمات غير الحكومية، مثل الرابطة الدولية الإفريقية. باستخدام الرابطة الدولية الإفريقية الدولية المتعددة الجنسيات، ثم «لجنة الدراسات العليا في الكونغو»(بالفرنسية: Comité d'études du Haut-Congo)‏، وفي النهاية الرابطة الدولية في الكونغو (بالفرنسية: Association internationale du Congo)‏، نجح ليوبولد في إحكام السيطرة الآمنة على معظم حوض الكونغو. وعلى النقيض من الرابطة الدولية الإفريقية، كانت الرابطة الدولية في الكونغو خاضعة شخصيًا لليوبولد. ولأنه المساهم والرئيس الوحيد، فقد استخدمها استخدامًا متزايدًا لجمع وبيع العاج والمطاط والمعادن في حوض الكونغو العلوي (على الرغم من أن الغرض من إنشائها هو الارتقاء بالسكان المحليين وتطوير المنطقة). وقد أطلق على الرابطة الدولية في الكونغو اسم دولة الكونغو الحرة عام 1885. وقد شملت الدولة المنطقة الكاملة لـجمهورية الكونغو الديمقراطية وقد وُجِدت من عام 1885 حتى 1908. وقد باءت جمهورية الكونغو الديمقراطية في نهاية المطاف بالخزي بسبب سوء المعاملة الوحشية المتزايدة للسكان المحليين ونهب الموارد الطبيعية، مما أدى إلى إلغائها وحصول حكومة بلجيكا عليها عام 1908.
تحت إدارة ليوبولد الثاني، أصبحت دولة الكونغو الحرة ضمن أكبر الفضائح العالمية في أوائل القرن العشرين. أدي تقرير القنصل البريطاني روجر كيسمانت (Roger Casement) إلى اعتقال وإعدام المسؤولين البيض المتسببين في عمليات القتل خلال رحلة جمع المطاط عام 1903 (من بينهم مواطن بلجيكي لتسببه في قتل ما لا يقل عن 122 كونغوليًا).[بحاجة لمصدر]
وقد كانت الخسائر في الأرواح والأعمال الوحشية مصدر إلهام للأعمال الأدبية مثل قلب الظلام (Heart of Darkness) لـجوزيف كونراد (Joseph Conrad)، وقد ظهرت الصيحات إثر الأعمال العنيفة حتى من دعاة تلك البعثة الاستعمارية مثل ونستون تشرشل (Winston Churchill). هناك إحدى وجهات النظر توضح أن نظام السخرة يقضي على نسبة 20% من السكان بطريقة مباشرة أو غير مباشرة.
كشف المصلحون الأوربيون والأمريكيون عن الظروف في دولة الكونغو الحرة للعامة من خلال رابطة الإصلاح بالكونغو. من بين الناشطين الذين فضحوا أنشطة دولة الكونغو الحرة المؤلف آرثر كونان دويل (Arthur Conan Doyle)، الذي نال كتابه جريمة الكونغو (he Crime of the Congo) حظًا كبيرًا من القراءة في أول عشر سنوات من القرن العشرين. بحلول عام 1908، أدى ضغط الرأي العام والمناورات الدبلوماسية إلى نهاية حكم ليوبولد الثاني وإلى ضم الكونغو على أنها مستعمرة بلجيكية، لتعرف باسم الكونغو البلجيكية.

## خلفية

### الاستكشاف الأوروبي المبكر
في عام 1482 سافر ديوغو كاو حول مصب نهر الكونغو، وهذا أدى إلى أن تطالب البرتغال بالمنطقة لها، كما فعلت إنجلترا مع نهر فيكتوريا. حتى منتصف القرن التاسع عشر كانت الكونغو في قلب إفريقيا المستقلة، لأن المستعمرين الأوروبيين ندر أن يتعمقوا في القارة. إلى جانب المقاومة المحلية الشرسة، كان ما في المنطقة من الغابات المطيرة والمستنقعات وما صاحبها من ملاريا، وغيره من الأمراض مثل مرض النوم، يجعلها بيئة صعبة يتعذر على الأوروبيين الاستقرار فيها. في البداية كانت الدول الغربية مترددة في استعمار المنطقة، في غياب المنافع الاقتصادية الواضحة.

### استكشاف ستانلي
في عام 1876 أقام ليوبولد الثاني ملك بلجيكا مؤتمرًا جغرافيًّا في إقليم بروكسل العاصمة، ودعا إليه مشاهير المستكشفين وفاعلي الخير وأعضاء الجمعيات الجغرافية، للفت الانتباه إلى المساعي «الإنسانية» الأوروبية إلى الاستحواذ على إفريقيا «لتحسين» حيوات السكان الأصليين و«تحضيرهم». في هذا المؤتمر نظم ليوبولد «الرابطة الأفريقية الدولية» بالتعاون مع المستكشفين الأوروبيين والأمريكيين، وبدعم عديد من الحكومات الأوروبية، وانتُخب هو نفسه رئيسًا للرابطة. استغل ليوبولد الرابطة للترويج لخطط الاستحواذ على قلب إفريقيا المستقلة تحت مزاعم فعل الخير.
في وقت لاحق استكشف هنري مورتون ستانلي (الذي اشتهر باتصاله بالتبشيري البريطاني ديفيد ليفينغستون في إفريقيا في عام 1871) المنطقة في أثناء رحلة انتهت في عام 1877، وسرد تفاصيلها في روايته التي صدرت في عام 1878 تحت عنوان عبر القارة السمراء. فشل ستانلي في أن يجعل البريطانيين يهتمون بتطوير منطقة الكونغو، فتحول إلى العمل مع ليوبولد الثاني، الذي عيّنه ليساعده على الحصول على موطئ قدم وعلى الاستحواذ على المنطقة.
من شهر أغسطس عام 1879 إلى يونيو عام 1884 كان ستانلي في حوض الكونغو، حيث مهد طريقًا يمد ما بين الكونغو السفلى وبحيرة ستانلي، وأطلق سفنًا بخارية في النهر العلوي. في الوقت الذي كان ستانلي يستكشف فيه الكونغو لصالح ليوبولد الثاني، أبرم معاهدات مع الزعماء المحليين وقادة السكان الأصليين. لم يكن أحد يُذكر من أولئك الزعماء المحليين يملك أي فكرة واقعية عما كان يوقّعه، وتلك الوثائق التي وقعوها كانت في جوهرها تسلِّم كل حقوقهم في أراضيهم إلى الملك ليوبولد الثاني. بمساعدة ستانلي استطاع ليوبولد المطالبة بمساحة شاسعة على طول نهر الكونغو، وأسس فيها مراكز عسكرية.
أعرب كريستيان دي بونشامب (وهو مستكشف فرنسي عمل لصالح ليوبولد في قاطنغة) عن موقفه من تلك المعاهدات -وكان يشاركه في موقفه أوروبيون كثير- إذ قال: «المعاهدات المبرمة من أولئك الطغاة الأفارقة الصغار، التي غالبًا ما تتألف من 4 صفحات طويلة مليئة بكلام لا يفهون منه شيئًا، ويوقعون عليها بالصليب لينالوا السلام والعطايا، تلك المعاهدات لا يعبأ بها إلا القوى الأوروبية في حالات النزاع على الأراضي، وأما أولئك الأجانب السود الذين يوقعونها فلا يعبؤون بها ولو للحظة واحدة».

### حملة الملك ليوبولد
بدأ الملك ليوبولد يضع خطة لإقناع القوى الأوروبية الأخرى بأحقيته في المطالبة بتلك المنطقة، مع الحفاظ في الوقت نفسه على حجته الذاهبة إلى أنه يعمل لصالح السكان الأصليين تحت غطاء «جمعية» خيرية.
عمل الملك حملة دعائية في بريطانيا لإلهاء النقاد، صارفًا الأنظار إلى سجل العبودية البرتغالي، وعارِضًا اقتراح طرد تجار الرقيق من حوض الكونغو. وأيضًا أفاض في السر إلى منازل التجار البريطانيين بأنه إن حصل على السيطرة الرسمية على الكونغو، ليطبق هدفه هذا إلى جانب أهدافه الإنسانية الأخرى، فسيمنحهم وضع «الدولة الأولى بالرعاية» الذي منحتهم إياه دولة البرتغال. في الوقت نفسه تعهد ليوبولد لبسمارك بأنه لن يمنح أي دولة وضعًا خصوصيًّا، وأن التجار الألمانيين سيكون مرحبًا بهم كغيرهم من التجار.
بعد ذلك عرض الملك ليوبولد على فرنسا فكرة دعم الرابطة مقابل أن يحصل على كامل الضفة الشمالية من الكونغو، وحلّى الصفقة في أعينهم بأن اقترح أن ثروته إن ثبت أنها غير كافية للسيطرة على الكونغو بأكملها -وهذا شيء بدا أن لا مفر منه- فإنها حينئذ ستعود إلى قبضة فرنسا. في 23 من شهر إبريل عام 1884 قبلت فرنسيا رسميًّا مطالبة الرابطة الدولية بجنوب الكونغو، على شرط أن تكون فرنسا أول اختيار لشراء المنطقة في حال قررت الرابطة بيعها. هذا قد يكون ساعد ليوبولد أيضًا على الحصول على اعتراف قوى عظمى بمطالباته، قوى أرادت له النجاح بدلًا من أن يبيع مطالباته لفرنسا.

## كتابات أخرى
| - The Annales du Musée du Congo, especially "Notes analytiques sur les collections ethnographiques du Musée du Congo" (Brussels, 1902–06) - Bibliography of Congo Affairs from 1895 to 1900 (Brussels, 1912) - Blanchard, Formation et constitution politique de l'etat indépendant du Congo (Paris, 1899) - Report of the British Consul, Roger Casement, on the Administration of the Congo Free State, reprinted in full in The eyes of another race : Roger Casement’s Congo report and 1903 diary edited by Seamas O Siochain and Michael O’Sullivan. Dublin, 2003. - The reports of the Congo Reform Association, particularly the "Memorial on the Present Phase of the Congo Question" (London, 1912). - The Congo Report of Commission of Inquiry (New York, 1906) - Czekanowski, in Zeitschrift für Ethnologie, pages 591–615 (1909) - Grant, Kevin, A Civilised Savagery: Britain and the New Slaveries in Africa, 1884–1926, Routledge (London, 2005). ISBN 0-415-94901-7 - Hinde, The Fall of the Congo عربs (London, 1897) - Johnston, George Grenfell and the Congo (two volumes, London, 1908). - Jozon, L'Etat indépendant du Congo (Paris, 1900) - Kassai, La civilisation africaine, 1876–88 (Brussels, 1888) - Morel, E. D. (Edmund Dene), 1873–1924, E. D. Morel's history of the Congo reform movement; [edited by] Wm. Roger Louis and Jean Stengers, Oxford, Clarendon Press, 1968 (includes Morel and the Congo Reform Association, 1904–1913, by W. R. Louis and Morel and Belgium, by J. Stengers). | - Overbergh (editor), Collection de monographies ethnographiques (Brussels, 1907–11) - Ó Síocháin, Séamas and Michael O’Sullivan, eds: The Eyes of Another Race: Roger Casement's Congo Report and 1903 Diary. University College Dublin Press, 2004. ISBN 1-900621-99-1. - Ó Síocháin, Séamas: Roger Casement: Imperialist, Rebel, Revolutionary. Dublin: Lilliput Press, 2008. - Pakenham, Thomas, The scramble for Africa, Abacus. (1991) ISBN 0-349-10449-2. - Ascherson, Neal, The King Incorporated, ISBN 1-86207-290-6 1963. - Petringa, Maria, Brazza, A Life for Africa, AuthorHouse. (2006) ISBN 978-1-4259-1198-0 - Rodney, Walter, How Europe underdeveloped Africa, Howard University Press. (1974) ISBN 0-88258-013-2 - Stanley, The Congo and the Founding of the Congo Free State (London, 1885) - Starr, Congo Natives: An Ethnographic Album (Chicago, 1912). - Torday and Joyce, Les Bushongo (Brussels, 1910) - Verbeke, Le Congo (Molines, 1913) - Wack, Story of the Congo Free State (New York, 1905) - Wauters, Historie politique de Congo belge (Brussels, 1911) - Ward, Voice from the Congo (New York, 1910) - Wesseling، H. L.؛ Pomerans، Arnold J. (1996). Divide and Rule: The Partition of Africa, 1880–1914. Westport, Connecticut: Praeger Publishing. ISBN:0-275-95137-5. |

## وصلات خارجية
- قلب الظلام, the novel
- The Crime of the Congo, by Sir Arthur Conan Doyle at Google Books
- A Journal of a Tour in the Congo Free State, 1905, by Marcus Dorman, from مشروع غوتنبرغ
- Catalogue of the Edmund Morel papers at the Archives Division of the London School of Economics.
- "Congo Free State", 1911 Britannica article, 1911Encyclopedia.org